# 荒井晶子
荒井 晶子（あらい しょうこ、1967年7月20日 - ）は、日本の女優・歌手。栃木県出身。本名は、大下 尚子（おおした なおこ、旧姓・荒井）。

## 来歴
1987年にミス日本を受賞。1990年に芸能界入り。1994年に「僕笑っちゃいます」などで知られるアイドルの風見しんごと結婚。1996年には長女、2003年には次女を出産した。東芝EMIよりシングルCDをリリースしたこともあった。
2007年1月17日、当時10歳で小学5年生の長女が通学途中、自動車にはねられ、病院に搬送されたが死亡した。

## 主な出演

### 映画
- 釣りバカ日誌5
- 実相寺昭雄のミステリーファイル(2) 怪の館

### テレビドラマ
- 愛しの刑事

### 写真集
- 「激写」（篠山紀信撮影）1994年11月
- ザ・典明 立野しのぶ&荒井晶子